# ساتو ماري

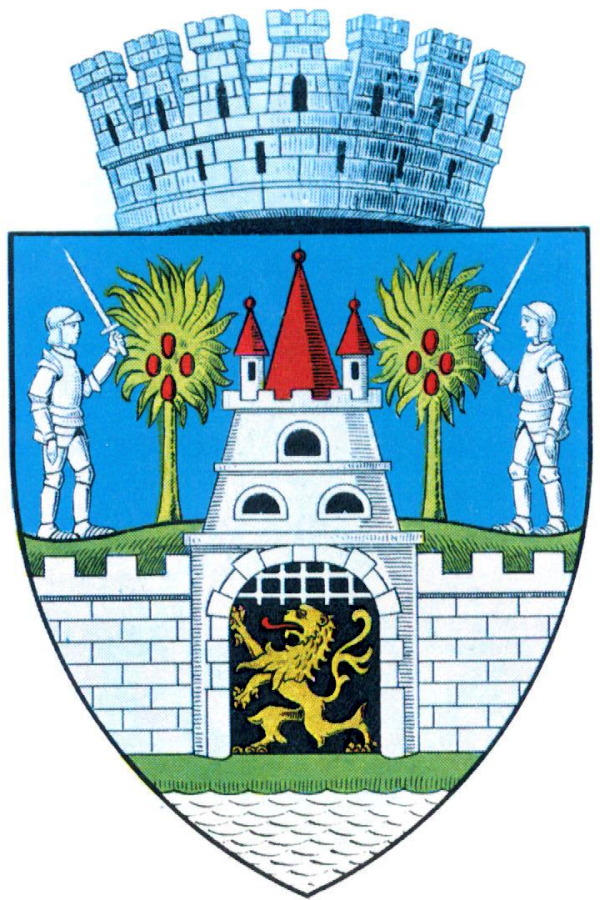
شعار المدينة

ساتو ماري تعني: القرية الكبيرة (بالرومانية: Satu Mare , بالألمانية: Sathmar, بالهنغارية: Szatmárnémeti, بالرومانية القديمة: Sătmar) ,مركز المحافظة التي تحمل نفس الاسم.
المدينة تقع أقصى شمالي غربي رومانيا تقع على نهر سوميش، تبعد 13 كم عن الحدود مع هنغاريا و 37 كم عن الحدود مع أوكرانيا, عدد السكان 115.142 نسمة (إحصاء 2002)
والمدينة تبعد عن مدينة بايا ماري (Baia mare) حوالي 60 كم وعن العاصمة حوالي 550 كم
وهي تعتبر من أرقى مدن رومانيا وأهدى مدنها وهي تقع في ولاية (Satu mare)
ويوجد فيها مطار واحد صغير ذو مدرج واحد تهبط في الخطوط الرومانية (Tarom) وبعض الطائرات الخاصة
وتتكون المدينة من جزئين واحد يسمى الجزءالقديم والأخر يسمى الجزء الجديد القسم الأول يقع شمال نهر سوميش والثاني جنوبه
و يوجد الكثير من الهنغاريين في المدينة والكثير من الأشخاص في المدينة يتحدثون الرومانية والهنغارية والألمانية

## المناخ
يظهر الجدول التالي التغييرات المناخية على مدار السنة لساتو ماري:
| البيانات المناخية لـساتو ماري     | البيانات المناخية لـساتو ماري | البيانات المناخية لـساتو ماري | البيانات المناخية لـساتو ماري | البيانات المناخية لـساتو ماري | البيانات المناخية لـساتو ماري | البيانات المناخية لـساتو ماري | البيانات المناخية لـساتو ماري | البيانات المناخية لـساتو ماري | البيانات المناخية لـساتو ماري | البيانات المناخية لـساتو ماري | البيانات المناخية لـساتو ماري | البيانات المناخية لـساتو ماري | البيانات المناخية لـساتو ماري |
| الشهر                             | يناير                         | فبراير                        | مارس                          | أبريل                         | مايو                          | يونيو                         | يوليو                         | أغسطس                         | سبتمبر                        | أكتوبر                        | نوفمبر                        | ديسمبر                        | المعدل السنوي                 |
| --------------------------------- | ----------------------------- | ----------------------------- | ----------------------------- | ----------------------------- | ----------------------------- | ----------------------------- | ----------------------------- | ----------------------------- | ----------------------------- | ----------------------------- | ----------------------------- | ----------------------------- | ----------------------------- |
| متوسط درجة الحرارة الكبرى °م (°ف) | 1 (34)                        | 3 (37)                        | 10 (50)                       | 15 (59)                       | 20 (68)                       | 22 (72)                       | 25 (77)                       | 25 (77)                       | 21 (70)                       | 15 (59)                       | 7 (45)                        | 2 (36)                        | 13 (55)                       |
| متوسط درجة الحرارة الصغرى °م (°ف) | −5 (23)                       | −3 (27)                       | 1 (34)                        | 5 (41)                        | 9 (48)                        | 12 (54)                       | 13 (55)                       | 13 (55)                       | 10 (50)                       | 5 (41)                        | 0 (32)                        | −2 (28)                       | 5 (41)                        |
| الهطول سم (إنش)                   | 2 (0.8)                       | 2 (0.8)                       | 2 (0.8)                       | 4 (1.6)                       | 7 (2.8)                       | 8 (3.1)                       | 8 (3.1)                       | 7 (2.8)                       | 4 (1.6)                       | 4 (1.6)                       | 3 (1.2)                       | 2 (0.8)                       | 59 (23)                       |
| المصدر: weatherbase.com           |                               |                               |                               |                               |                               |                               |                               |                               |                               |                               |                               |                               |                               |

## معرض صور

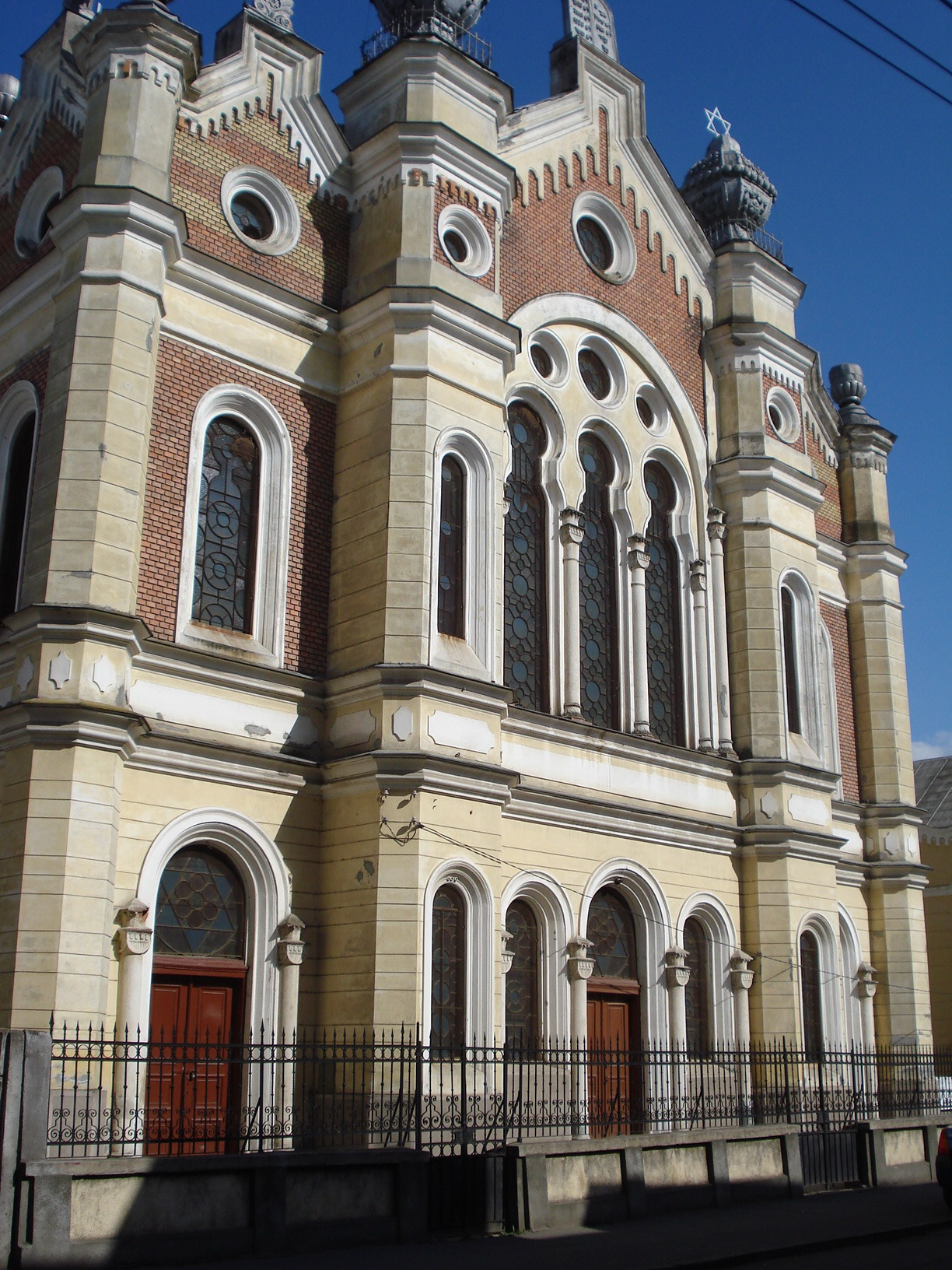
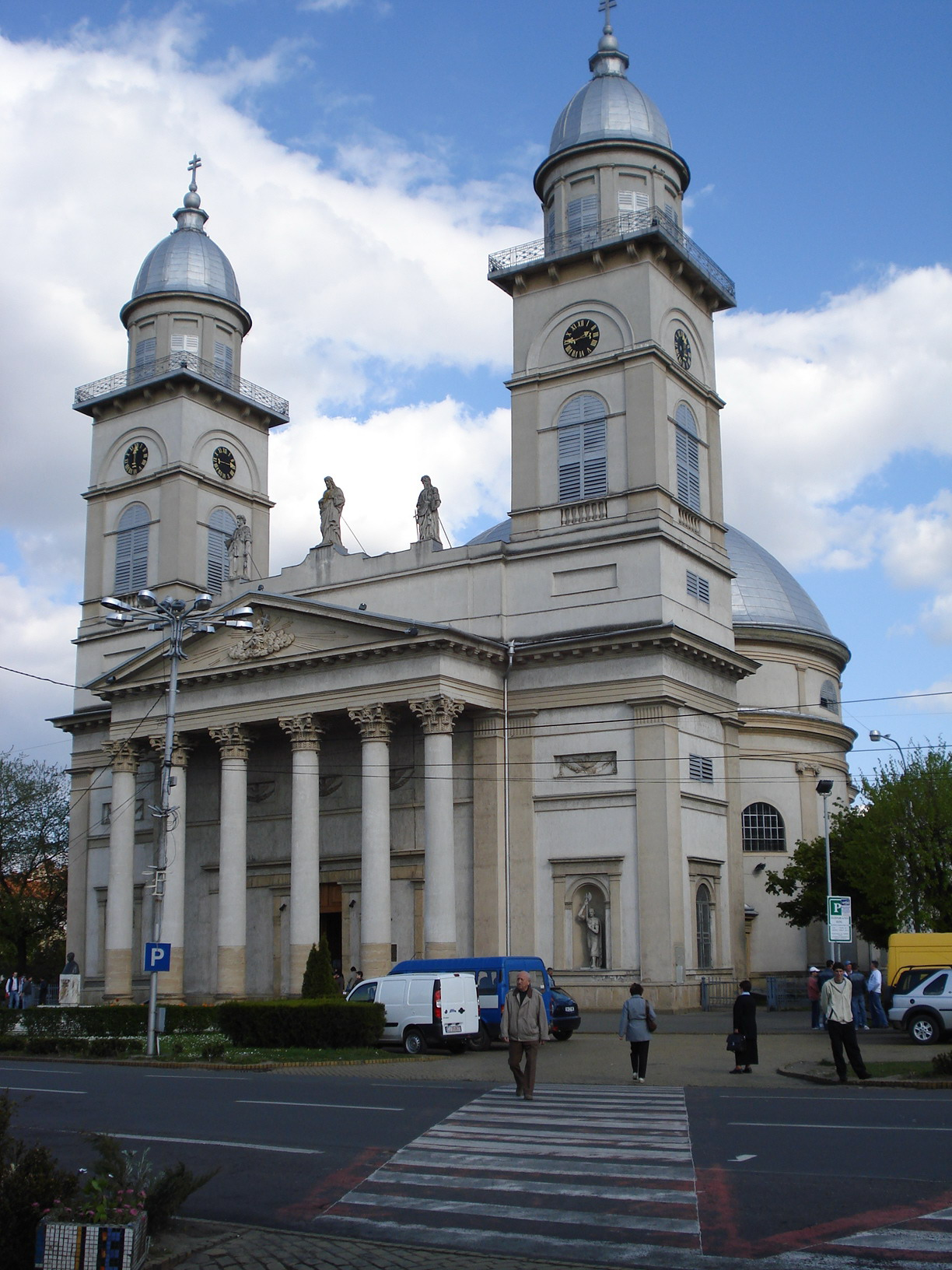
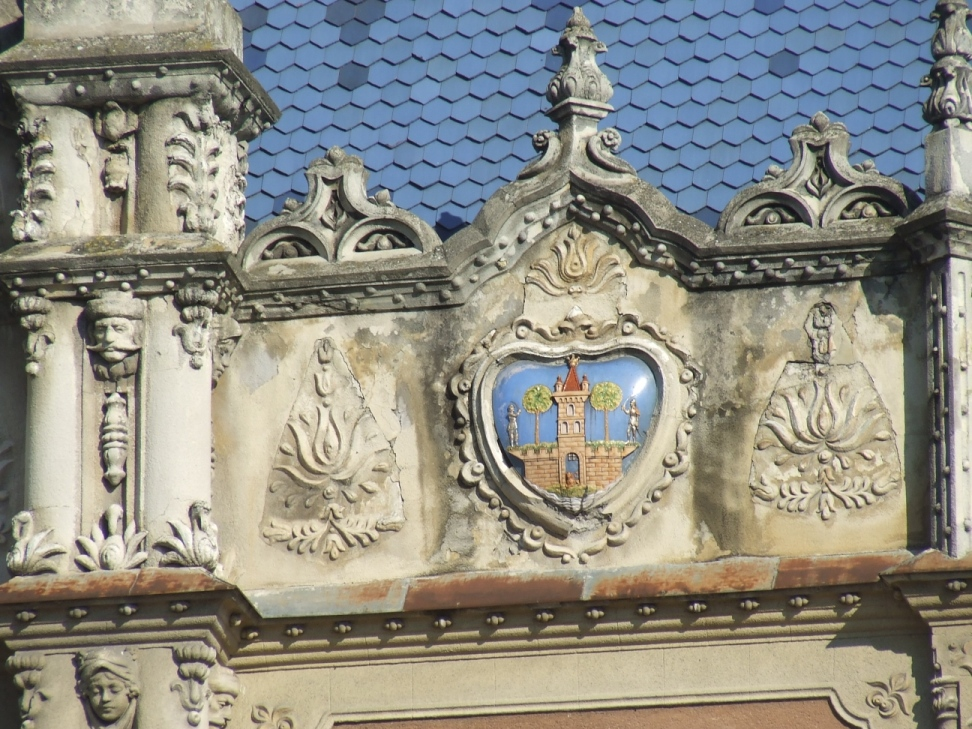
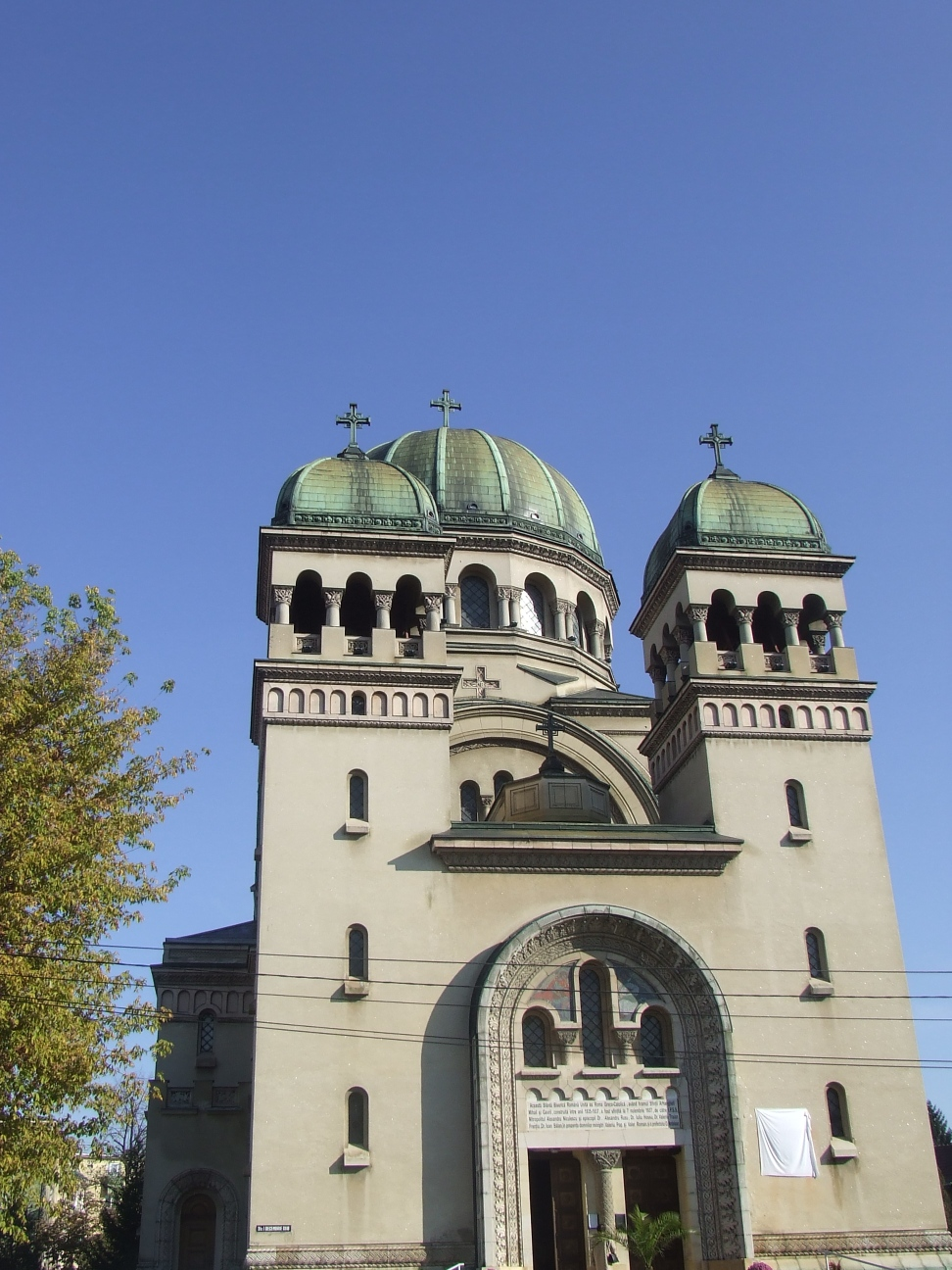
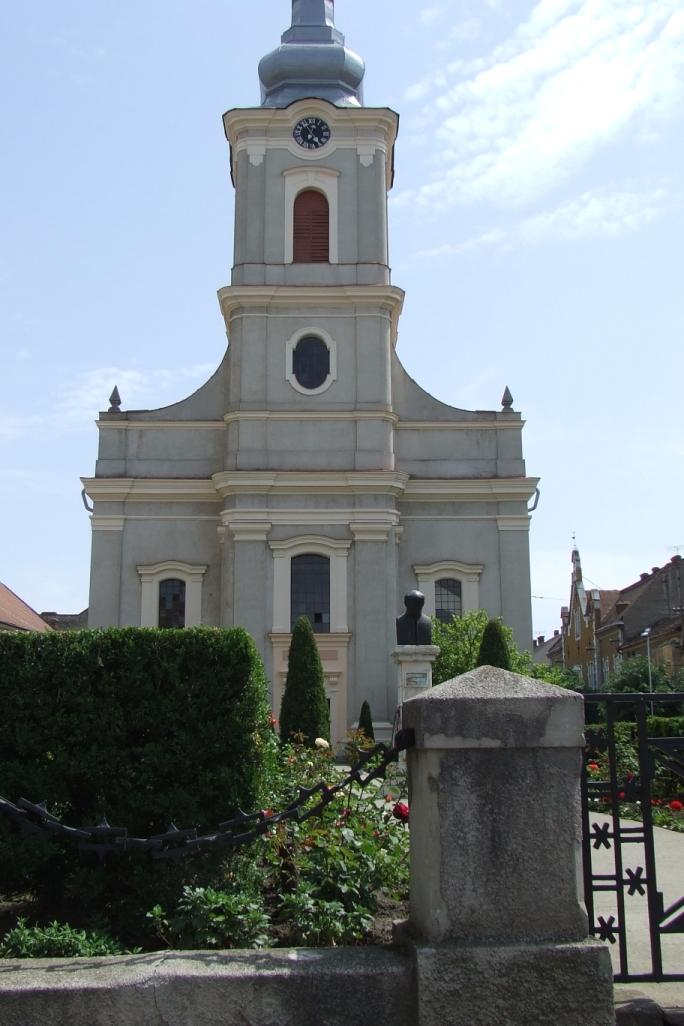
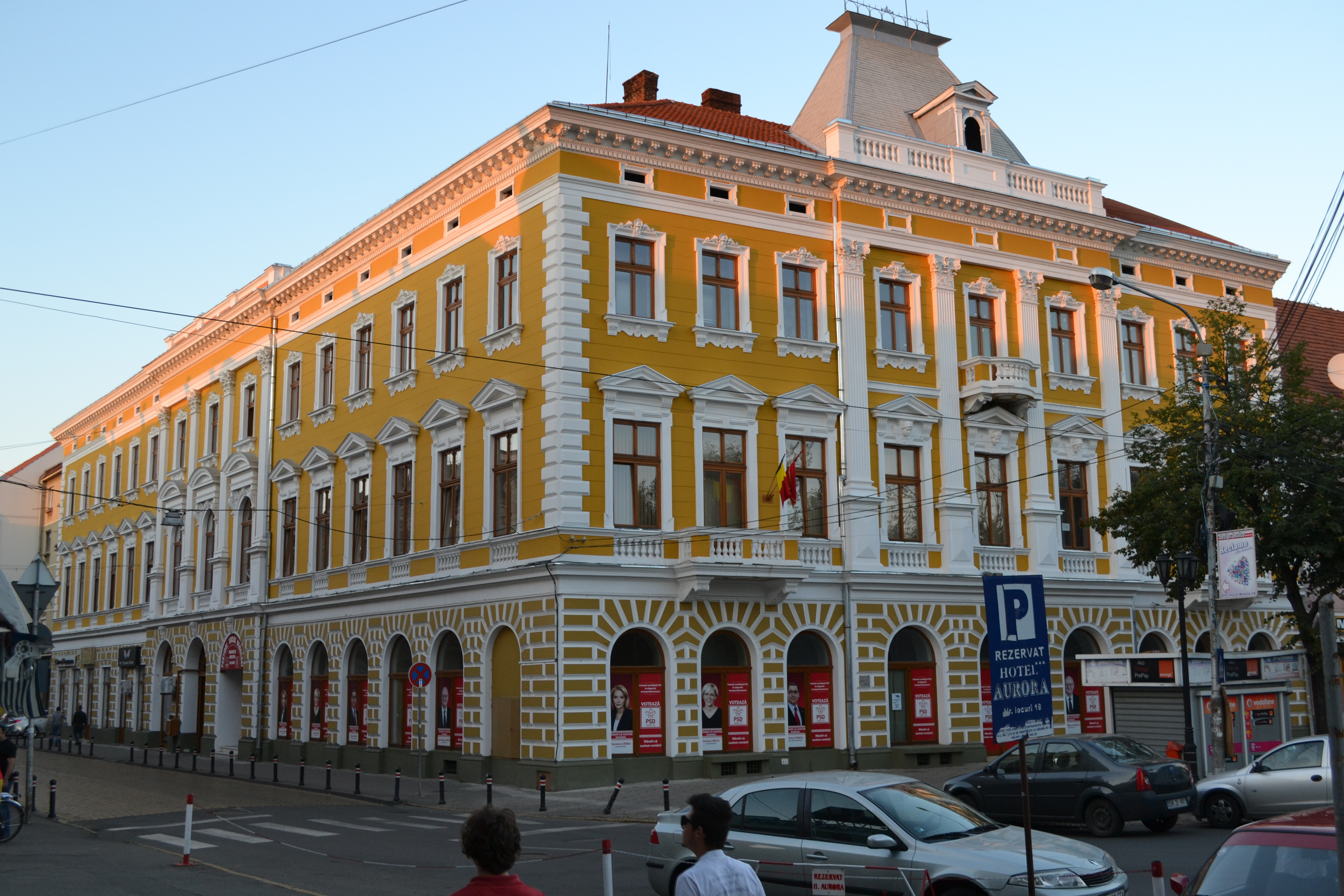

## توأمة
لساتو ماري اتفاقيات توأمة مع كل من:
- فولفنبوتل
- شفاتس
- نيرغهازا (2000 - )
- زوتفن
- جيشوف
- بيريهوفي
- أوجهورود

## أعلام
- إيرني غرونفيلد
- مريم فرايد
- زيتا فونكينهاوسر
- مونيكا ويبر
- دانيال برودان